# Herb Saint Helier
Herb St. Helier – symbol heraldyczny Saint Helier, jednego z 12 okręgów administracyjnych (zwanych parish-ami) znajdującego się na wyspie Jersey, jednej z Wysp Normandzkich.
Przedstawia na tarczy w polu błękitnym skrzyżowane dwa złote topory.
Herb przyjęty został w 1921 lub 1923 roku.
Skrzyżowane topory to atrybut świętego Heliera (Heleriusza) zamordowanego ok. 550/560 roku przez saksońskich piratów. Święty ten jest patronem Saint Helier oraz Jersey.
Wizerunek herbu Saint Helier widnieje na okolicznościowych monetach o nominale jednego funta Jersey.